# Huitième congrès du Parti du travail de Corée
Le huitième congrès du Parti du travail de Corée a eu lieu du 5 au 12 janvier 2021.
Le précédent congrès (le 7e) a eu lieu en 2016, c'était le premier de Kim Jong-un à la tête du pouvoir.
Le congrès a été annoncé lors d'un discours de Kim Jong-un lors de la 6e réunion plénière du 7e comité central du PTC, le 19 août 2020.
Il est à noter que les portraits des dirigeants Kim Il-sung et Kim Jong-il en fond de la salle du congrès, ne sont plus présents, ils ont été remplacés par le symbole du PTC.

## Ordre du jour
Lors de son annonce, l'ordre du jour était le suivant : 
- Examen des travaux du Comité central du PTC
- Examen des travaux de la Commission centrale d'audit du PTC
- Révision des règles du PTC
- Élection de l'organe directeur du Comité central du PTC

## Contexte
Ce congrès intervient dans un contexte mondial de crise du Covid, qui frappe aussi le territoire nord-coréen.
Il se tient deux semaines avant l'entrée en fonction de Joe Biden à la présidence des États-Unis.

## Contenu du congrès

### Discours d'ouverture
Lors du discours d'ouverture du 6 janvier 2021, Kim Jong-un a concédé que cette crise du Covid était aussi due à « des erreurs dans presque tous les domaines de la stratégie de développement du pays », ce genre de concession n'est pas fréquent en Corée du Nord. Kim jong-un a aussi dit que « La RPDC est confrontée à une série de crises sans précédent ».
Lors de ce discours, il ne cite qu'à deux reprises les noms de Kim Il-sung et Kim Jong-il.

### 2ejour
- Propositions pour améliorer les conditions de vie
- Critique de l'Union de la jeunesse qui ne remplirait pas sa mission.

### 3ejour
- Annonce de développement d'arsenal nucléaire sous-marin[5]